# José María Requena Ortiz
José María Requena Ortiz (Guadix, siglo xix-†Madrid, 20 de enero de 1949) fue un abogado, periodista y empresario español.

## Biografía
Estudió en el colegio de San Torcuato de Guadix, y según el periodista Federico Navas, que fue compañero suyo, desde muy joven destacó por sus ideas románticas. Estudió Derecho y militó políticamente en el carlismo, siendo vocal de la Juventud Jaimista de Guadix y colaborador del periódico tradicionalista granadino La Verdad. También escribió para el semanario El Accitano.
Hacia 1912 se trasladó a Madrid, donde fue secretario del diputado jaimista Rafael Díaz Aguado y Salaberry.  En la capital de España ingresó asimismo en la redacción del diario El Correo Español. Según Navas, José María Requena poseía una gran cultura y se interesaba por la ciencia internacional, las leyes, la geografía y las lenguas e hizo «arriesgados viajes de estudio». Sus artículos serían reproducidos por la prensa de todo el mundo, especialmente la americana, la francesa y la alemana.
Con el pseudónimo de C. Jrom, en 1915 publicó la obra «España, gran potencia», como parte de la campaña germanófila de la Comunión Tradicionalista durante la Primera Guerra Mundial. En el libro, prologado por el mismo Juan Vázquez de Mella, promotor de dicha campaña, Requena desarrollaba la hipótesis de una intervención española en la guerra a favor de Alemania, cosa que permitiría a España construir un gran imperio a costa de los aliados vencidos.
Estallada la guerra civil española, fue detenido el 12 de septiembre de 1936 y llevado preso a la cárcel de Porlier como sospechoso de desafección al régimen. La ficha decía literalmente: «Se supone complicado en asunto Calle Soria 468 en el que existen claves y un aparato de radio muy sospechoso para comunicar con aviones». En 1937 fue juzgado por adhesión y auxilio a la rebelión, pero finalmente no fue fusilado.
Tras la guerra, fue director gerente de Siderúrgica Requena, S.A., empresa fundada en 1931. Estuvo casado con María del Carmen Lázaro Álvarez, con quien tuvo descendencia.